# Quid pro quo
Quid pro quo is een Latijnse uitdrukking en betekent letterlijk "het ene voor het andere".
Deze uitdrukking kan op twee manieren vertaald worden:
1. Een tegenprestatie: "voor wat, hoort wat".
2. Een misverstand of persoonsverwisseling.

## Gebruik in de Nederlandserechtsgeleerdheid
Het quid pro quo-beginsel speelt een rol in het verbintenissenrecht en wordt daar ook wel aangeduid met het causabeginsel. De gedachte is dat partijen die een overeenkomst sluiten, daarbij een bepaalde tegenprestatie (quid pro quo) tot doel (causa finalis) hebben. Het beginsel kan gebruikt worden om te motiveren dat men de eigen prestatie niet nakomt, wanneer de andere partij haar verplichtingen ook niet is nagekomen. In het Romeins recht was dat de Exceptio non adimpleti contractus, bij afkorting ook wel 'enac', waarop men zich dan kon beroepen om de eigen verplichting ook op te schorten. 

## Gebruik in de Amerikaanse politiek
In de Verenigde Staten kwam in 2019 president Donald Trump in opspraak wegens het vermeend verlangen van een 'Quid pro quo' ('tegenprestatie') in een telefoongesprek met Volodymyr Zelensky, president van Oekraïne. Trump werd ervan beschuldigd dat hij pas namens de Verenigde Staten steun aan Oekraïne wilde verlenen indien er in Oekraïne een onderzoek zou worden gestart naar Joe Biden en diens zoon Hunter. Biden was op dat moment een van de belangrijkste kanshebbers om namens de Democratische Partij de tegenkandidaat van Trump te worden bij de Amerikaanse presidentsverkiezingen van 2020.